# Johann Georg Hamann (der Ältere)

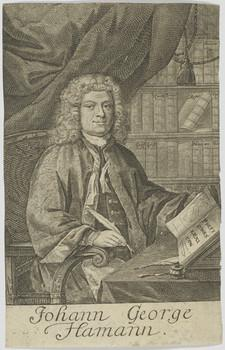

Johann Georg Hamann, auch George bzw. Haamann (* zwischen 10. Juli und 25. November 1697 in Wendisch-Ossig, heute Osiek Łużycki; † 14. Juli 1733 in Hamburg), war ein deutscher Librettist und Schriftsteller.

## Leben
Hamann entstammte wie sein berühmter, gleichnamiger Neffe Johann Georg Hamann aus einer Lausitzer Pastorenfamilie. Nach einem juristischen Studium an der Universität Leipzig und Mitglied der dortigen „Deutschen Gesellschaft“ wandte sich Hamann nach Hamburg. Hier war er Hauslehrer bei Hans Statius von Hagedorn, dem Vater von Friedrich von Hagedorn. In der Zeitschrift „Vernünftigen Tadlerinnen“, die von Johann Christoph Gottsched herausgegeben wurde, veröffentlichte er Beiträge. Im Jahre 1721 veröffentlichte er eine Fortsetzung des beliebten Barockromanes „Die asiatische Banise“, dessen ersten Teil Heinrich Anselm von Ziegler und Kliphausen geschrieben hatte. Er gab in Hamburg mehrere Wochenschriften heraus und war 1731 bis 1732 Redakteur des „Hamburgischen Correspondenten“. Auch war er mit Barthold Heinrich Brockes befreundet und schrieb Libretti für Opern von Georg Philipp Telemann.

## Werke (Auswahl)
- Die Asiatischen Banise 2. Teil. Leipzig 1721, neue verb. Aufl. 1766 (Digitalisat)
- Nützlicher und brauchbarer Vorrath von allerhand poetischen Redensarten, Beywörtern, Beschreybungen, scharfsinnigen Gedanken und Ausdrücken Großische Handlung, Leipzig, 1725.
- Libretto zur Oper Margaretha, Königin von Castilien. Musik: Georg Philipp Telemann. Hamburg 1730
- Übersetzung der Rezitative der Oper Didone abbandonata für die Oper Der Streit der kindlichen Pflicht, oder, Die Flucht des Aeneas nach Latien, die Telemann dann vertonte, Hamburg 1731.
- Libretto zur Oper Der Weiseste in Sidon. Musik: Georg Philipp Telemann. Hamburg 1733